# Hypodematium glabrius
Hypodematium glabrius är en ormbunkeart som först beskrevs av Edwin Bingham Copeland, och fick sitt nu gällande namn av Holtt. Hypodematium glabrius ingår i släktet Hypodematium och familjen Hypodematiaceae. Inga underarter finns listade.